# Ковчег (журнал)
«Ковчег» — русский литературный журнал, выходивший в Париже (1978-1981, всего 6 номеров). Редакторы: Николай Боков и Арвид Крон. Издатель: Николай Боков.
Журнал носил подчёркнуто авангардистский характер, в нём отдавалось преимущество текстам сюрреалистическим, эротическим и вообще отклоняющимся от канонов русской литературы. «Консультантами» журнала значились И. Бурихин (Кёльн), Е. Вагин (Рим), М. Гробман (Иерусалим), А. Крон (Париж), К. Кузьминский (Техас), Ю. Лехт (Лос-Анджелес), Ю. Мальцев (Бергамо), Е. Мнацаканова (Вена), И. Померанцев (Ланштейн) и другие. В число авторов входили Г. Айги, В. Казаков, Э. Лимонов, Вс. Некрасов, Е. Рейн, Л. Чертков, Ел. Шварц.

## Электронная републикация
- «Ковчег. Литературный журнал. № 1» (1978), pdf
- «Ковчег. Литературный журнал. № 2» (1978), pdf
- «Ковчег. Литературный журнал. № 3» (1979), pdf
- «Ковчег. Литературный журнал. № 4» (1979), pdf
- «Ковчег. Литературный журнал. № 5» (1981), pdf
- «Ковчег. Литературный журнал. № 6» (1981), pdf